# Frank Luke
Pour les articles homonymes, voir Luke.
Frank Luke Jr. (né le 19 mai 1897 à Phoenix et mort au combat le 29 septembre 1918 près de Murvaux) est un aviateur militaire américain.

## Biographie
As de l'aviation, il est crédité de 18 victoires aériennes, ce qui le place dans les pilotes de l'United States Army Air Service (USAAS) les plus efficaces de la Première Guerre mondiale.
Luke est le premier aviateur à recevoir la Medal of Honor et le premier as de l'USAAS « en une journée », réussissant 5 victoires le 18 septembre 1918 à bord de son SPAD S.XIII.
Il trouve la mort au combat lors de l'offensive Meuse-Argonne.

## Postérité
La base aérienne Luke, en Arizona, centre d'entraînement des pilotes de l'United States Air Force (USAF) depuis la Seconde Guerre mondiale, porte son nom. Sa statue se trouve aussi à l'extérieur du Capitole de l'État de l'Arizona à Phoenix.

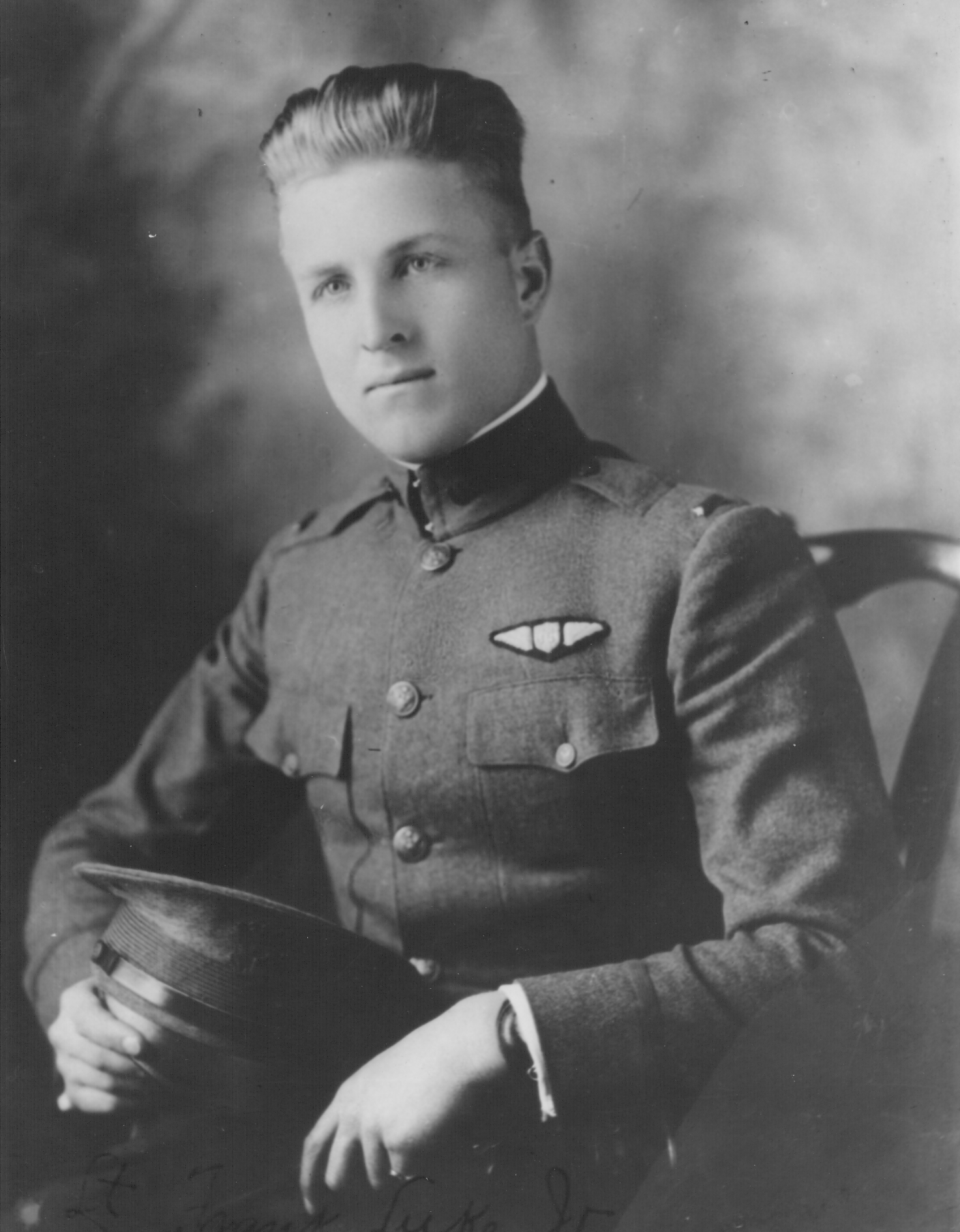
Avant 1918.
1918.
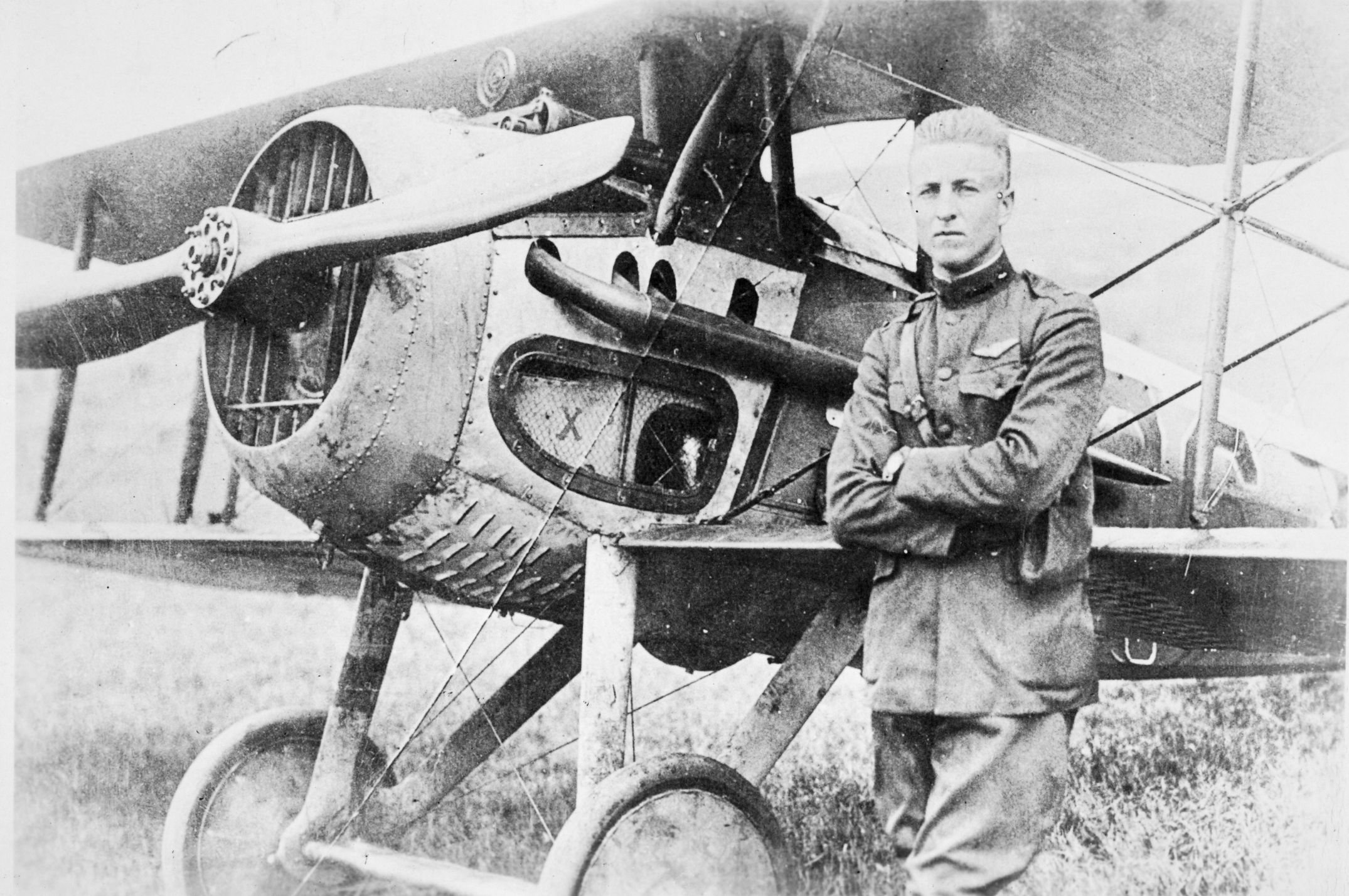
Septembre 1918.
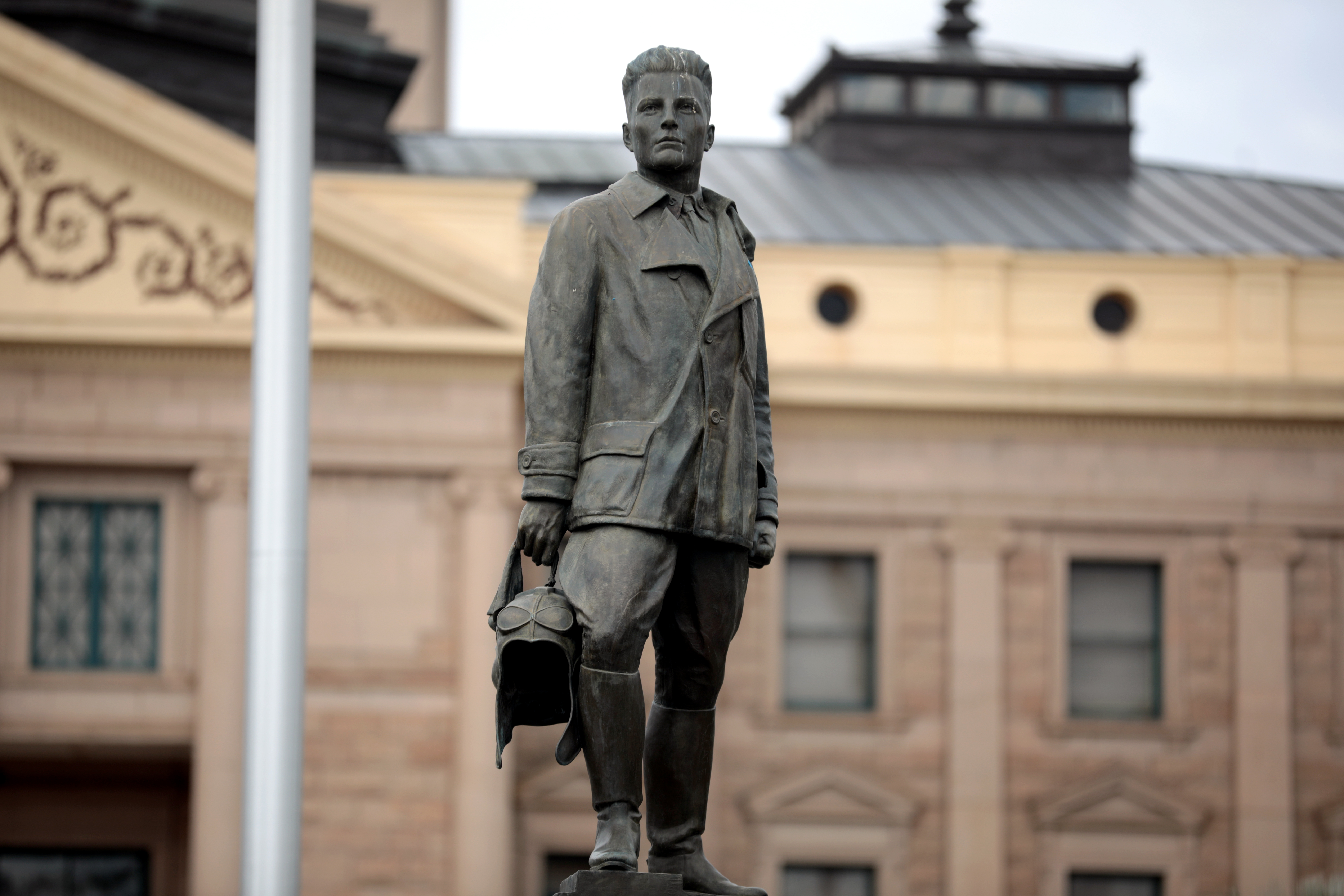
La statue de Frank Luke à l'extérieur du Capitole de l'État de l'Arizona à Phoenix, en Arizona.